# Lorensberg 1

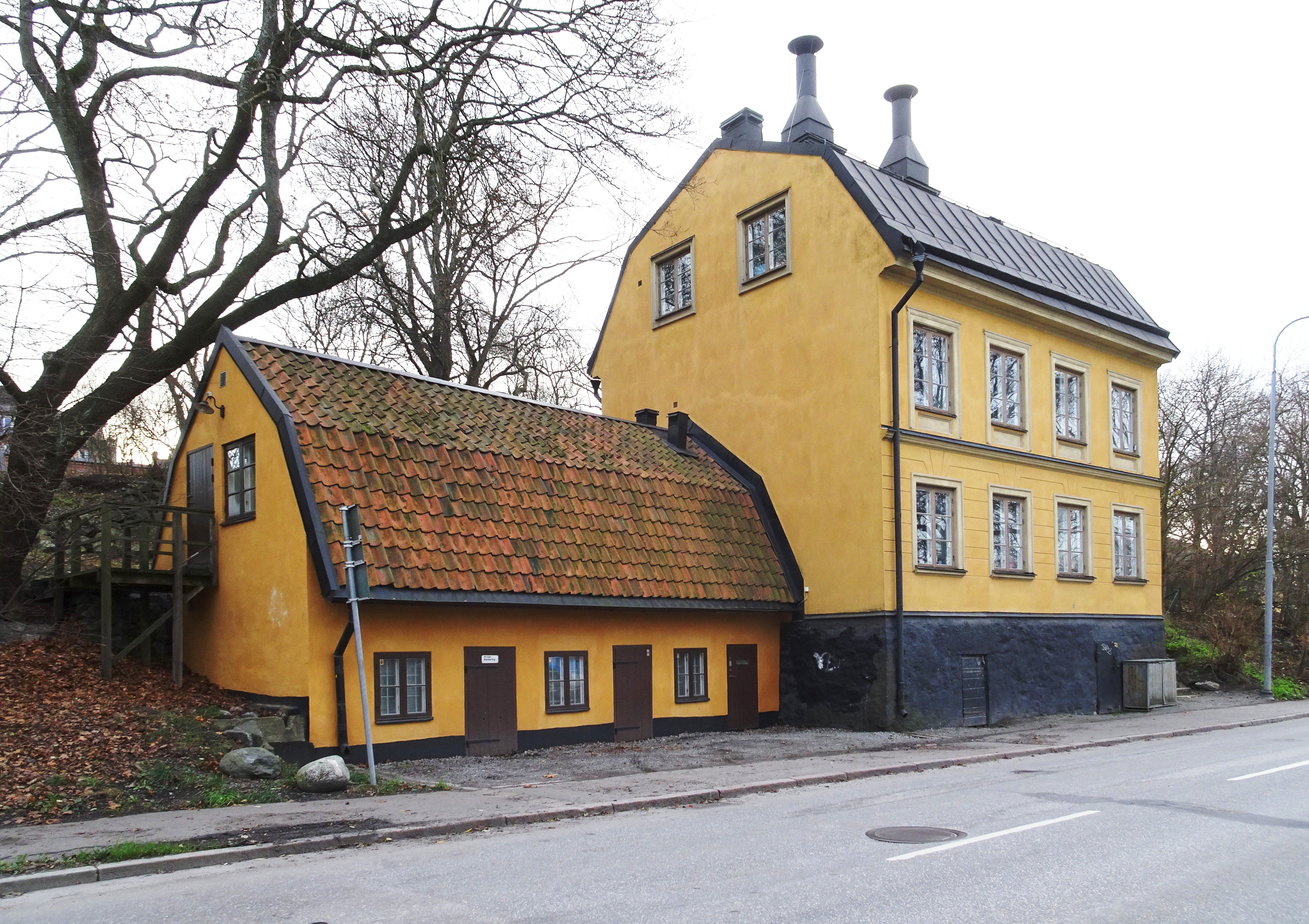
Lorensberg 1, Söder Mälarstrand 115.

Lorensberg 1 är en fastighet vid Söder Mälarstrand 115 på Södermalm i Stockholm. Byggnaden är ett av de få bevarade äldre bostadshus längs Pålsundets södra sida som idag utgör Pålsundsparken. Fastigheten ägs och förvaltas av AB Stadsholmen och är grönmärkt av Stadsmuseet i Stockholm vilket innebär ”särskilt värdefull från historisk, kulturhistorisk, miljömässig eller konstnärlig synpunkt”.

## Historik

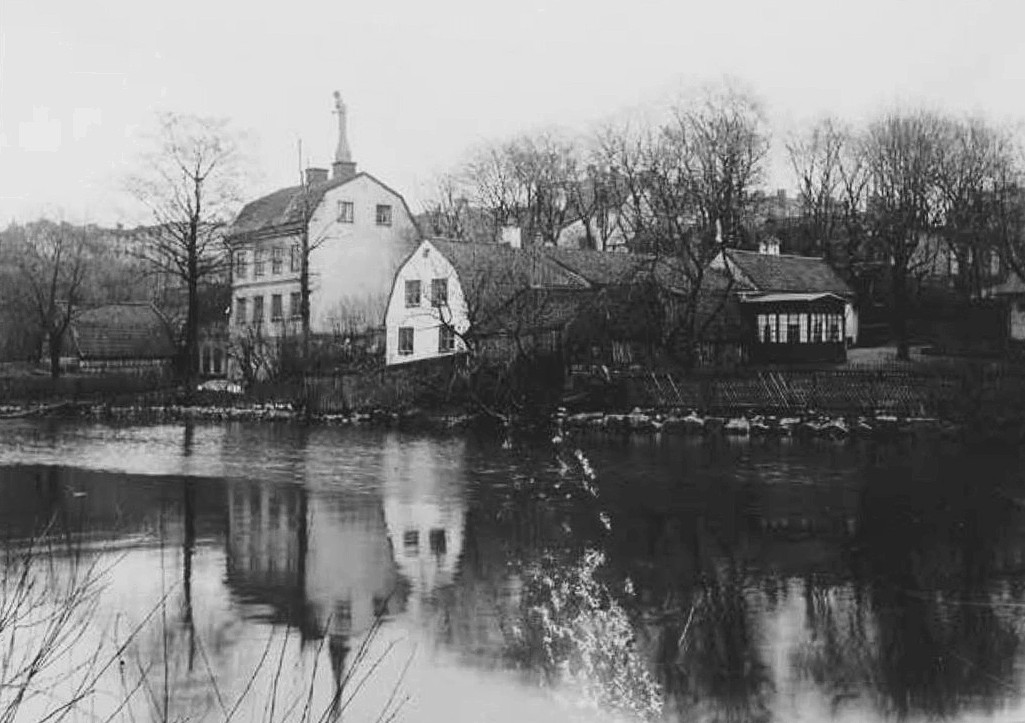
Lorensberg och Pålsundet, 1900.

Lorensberg kallas även Lorentzberg och har sitt namn efter kamrer Lorentz Johan Götherström som ägde stället på 1820-talet. Då gick tomten ända fram till Pålsundet. Området utstakades i början av 1700-talet och hade flera mindre kvarter som fick namnet Långholmsbron. År 1798 förvärvades fastigheten Långholmsbron 3 av Lorentz Johan Götherströms far, revisorn Lars Johan Götherström, som sedan tidigare även ägde tomt nummer 5. Långholmsbron 3 och 5 hanterades sedan som en enda fastighet. 1833 såldes Lorentzberg till fabrikör Hieronymus Joseph Dehm.
Det smala putsade stenhus i två våningar och inredd vind som finns här idag uppfördes på 1870-talet, exakt årtal är inte klarlagt. Ägaren var före detta portvakten Johan Olofsson som lät inreda sex lägenheter i huset. Huvudbyggnaden förlängdes mot öster med en låg tillbyggnad som innehöll sex vedbodar med egna ingångar mot norr. Tillbyggnaden fick ett brutet tegeltäckt sadeltak som mot söder räcker ända ner till marken. På Olofssons fastighet fanns dessutom två stenhus från 1760-talet. Det ena revs på tidigt 1900-tal när strandområdet utfylldes och föregångaren till Söder Mälarstrand drogs förbi här, det andra försvann 1938. 
Bebyggelsen renoverades och moderniserade 1984. Fram till dess var exteriören och interiören till stor del i ursprungligt skick. Efter ombyggnaden fanns en modern lägenhet om två rum och kök per plan och i den låga tillbyggnaden inrättades en lokal. Byggherre var AB Familjebostäder och HJS Arkitektkontor stod för ritningarna.

## Bilder

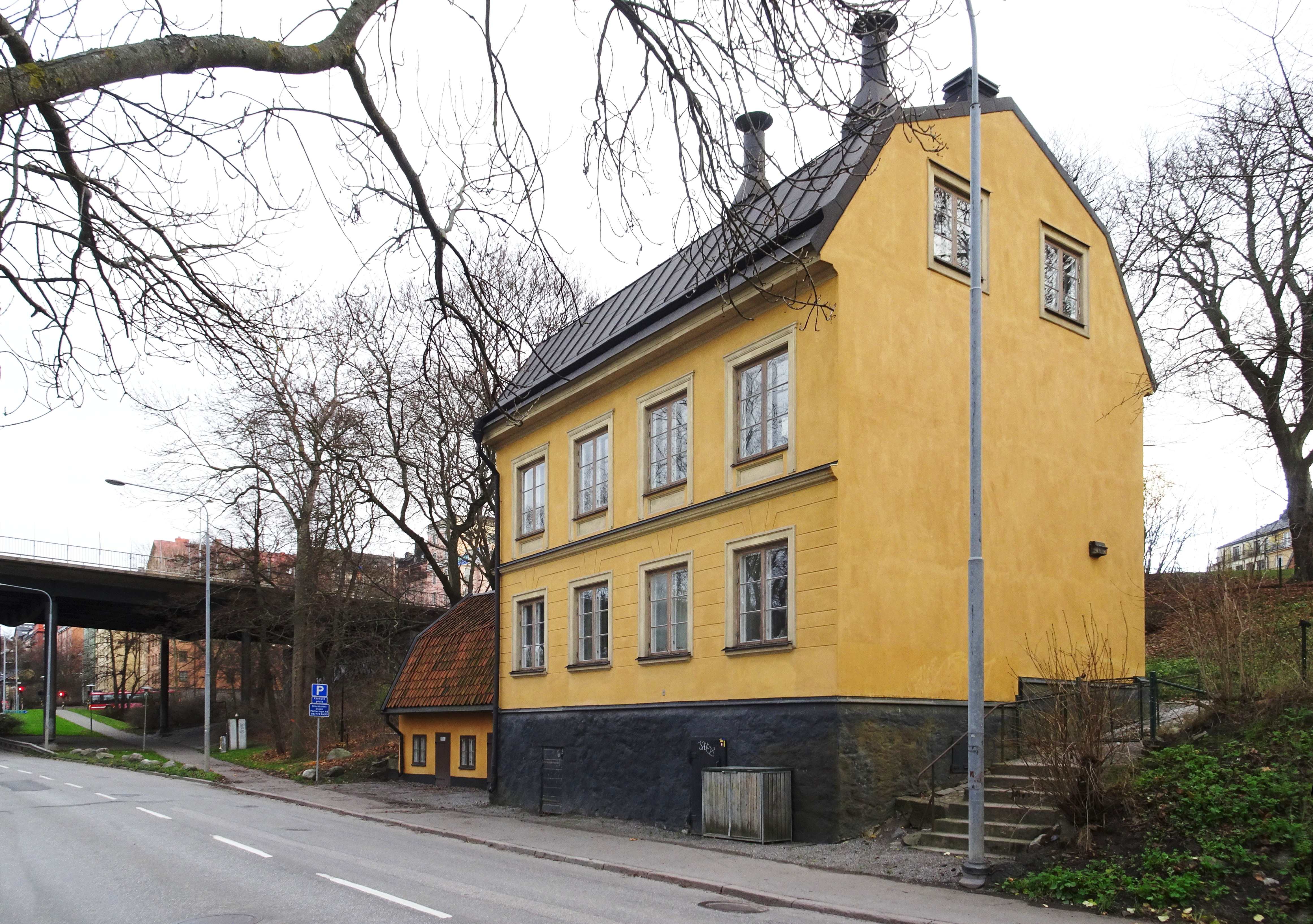
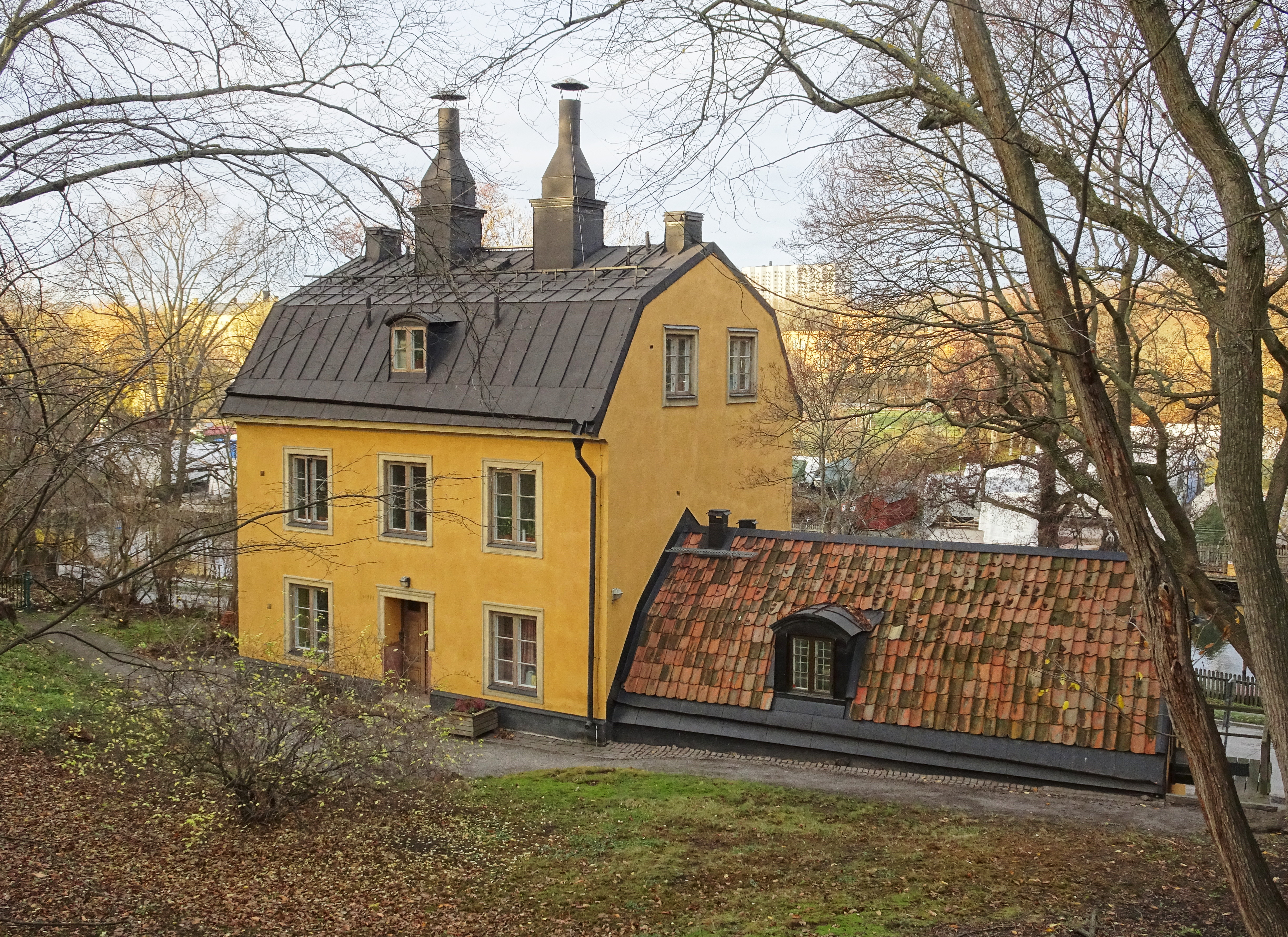
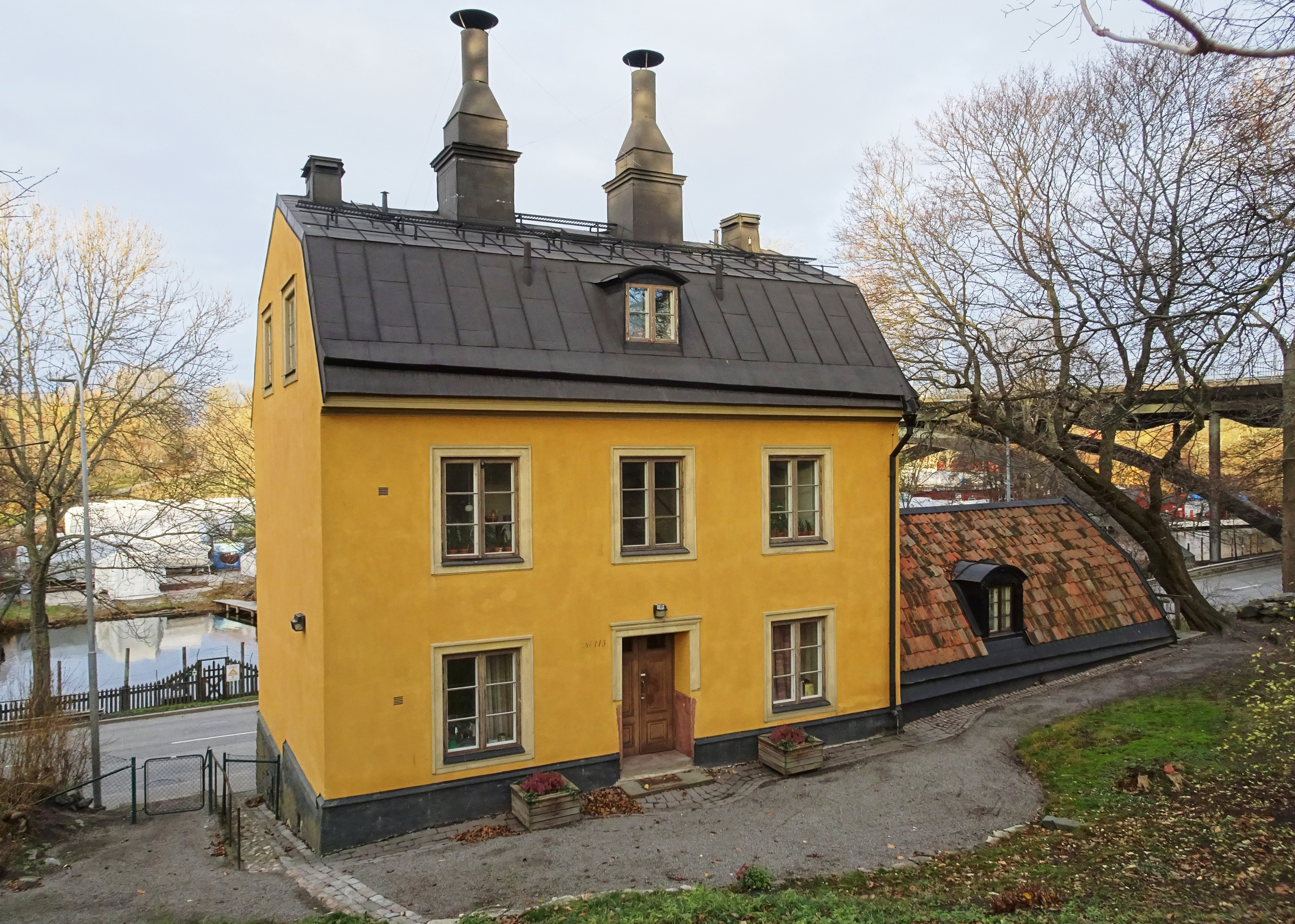
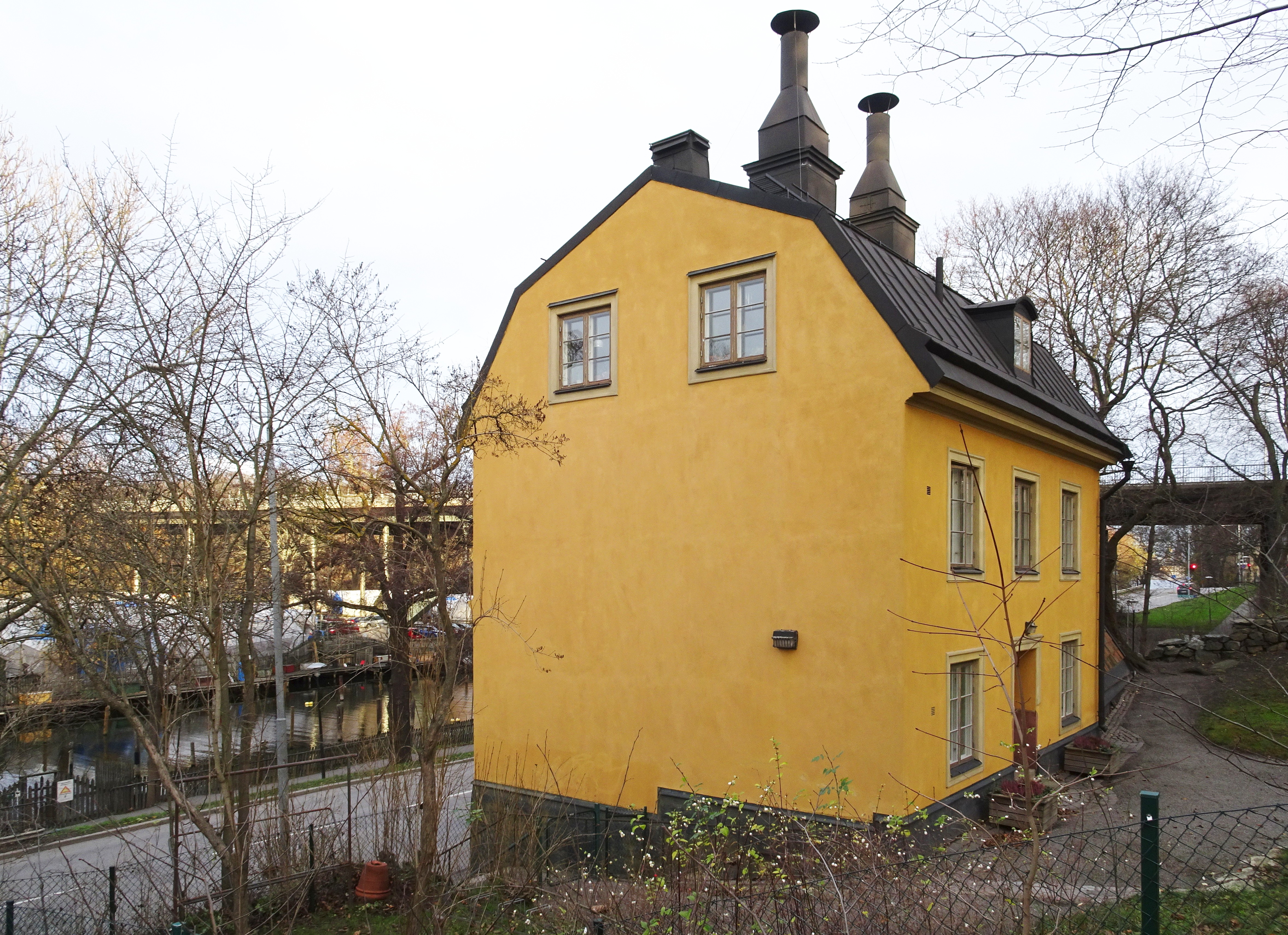